# Temporada da Stock Series de 2024
A Stock Series de 2024 foi a 31ª temporada da Stock Series, a principal categoria de acesso da Stock Car Pro Series. O campeão foi o piloto gaúcho Arthur Gama.

## Calendário
O calendário para 2024 foi divulgado em 20 de dezembro de 2023. Em 14 de abril de 2024, as etapas e pistas foram confirmadas e o calendário oficial foi divulgado.
| Redondo | Circuito                                      | Data           |
| ------- | --------------------------------------------- | -------------- |
| 1       | Autódromo José Carlos Pace, São Paulo         | 21 de abril    |
| 2       | Autódromo Internacional de Cascavel, Cascavel | 19 de maio     |
| 3       | Autódromo Velo Città, Mogi Guaçu              | 30 de junho    |
| 4       | Autódromo Internacional Ayrton Senna, Goiânia | 28 de julho    |
| 5       | Velopark, Nova Santa Rita                     | 8 de setembro  |
| 6       | Autódromo José Carlos Pace, São Paulo         | 15 de dezembro |
| Fonte:  |                                               |                |

## Lista de inscritos
Todos os carros são equipados com motores V8 e usam o chassi JL.
| Equipe         | Nº. | Piloto                   | Status | Rodadas |
| -------------- | --- | ------------------------ | ------ | ------- |
| Artcon Racing  | 86  | Gustavo Frigotto         |        | Todas   |
| Artcon Racing  | 9   | Arthur Gama              |        | Todas   |
| Garra Racing   | 18  | Akyu Myasava             | E      | Todas   |
| Garra Racing   | 29  | Guto Rotta               | E      | Todas   |
| Garra Racing   | 7   | Bruna Tomaselli          | M      | 1-5     |
| Garra Racing   | 32  | Léo Reis                 |        | 6       |
| W2 ProGP       | 16  | Mathias de Valle         |        | Todas   |
| W2 ProGP       | 24  | Felipe Barrichello Bartz |        | Todas   |
| W2 ProGP       | 92  | Hugo Cibien              |        | 2-6     |
| W2 ProGP       | 98  | Enzo Bedani              |        | Todas   |
| W2 ProGP       | 8   | Alfredinho Ibiapina      | E      | Todas   |
| W2 ProGP       | 77  | Erick Schotten           | E      | Todas   |
| RTR Sport Team | 218 | Vinícius Papareli        |        | Todas   |
| RTR Sport Team | 25  | Kaká Magno               | M      | Todas   |

| Ícone | Status    |
| ----- | --------- |
| E     | Estreante |
| M     | Mulher    |

## Resultados
| Rodada | Rodada | Circuito                             | Data           | Pole Position     | Volta mais rápida        | Piloto vencedor          | Equipe vencedora |
| ------ | ------ | ------------------------------------ | -------------- | ----------------- | ------------------------ | ------------------------ | ---------------- |
| 1      | R1     | Autódromo José Carlos Pace           | 21 de abril    | Arthur Gama       | Arthur Gama              | Arthur Gama              | Artcon Racing    |
| 1      | R2     | Autódromo José Carlos Pace           | 21 de abril    | Arthur Gama       | Felipe Barrichello Bartz | Arthur Gama              | Artcon Racing    |
| 1      | R3     | Autódromo José Carlos Pace           | 21 de abril    | —                 | Felipe Barrichello Bartz | Felipe Barrichello Bartz | W2 ProGP         |
| 2      | R1     | Autódromo Internacional de Cascavel  | 19 de maio     | Enzo Bedani       | Gustavo Frigotto         | Enzo Bedani              | W2 ProGP         |
| 2      | R2     | Autódromo Internacional de Cascavel  | 19 de maio     | Arthur Gama       | Arthur Gama              | Arthur Gama              | Artcon Racing    |
| 2      | R3     | Autódromo Internacional de Cascavel  | 19 de maio     | —                 | Enzo Bedani              | Alfredinho Ibiapina      | W2 ProGP         |
| 3      | R1     | Autódromo Velo Città                 | 30 de junho    | Arthur Gama       | Arthur Gama              | Arthur Gama              | Artcon Racing    |
| 3      | R2     | Autódromo Velo Città                 | 30 de junho    | Enzo Bedani       | Bruna Tomaselli          | Enzo Bedani              | W2 ProGP         |
| 3      | R3     | Autódromo Velo Città                 | 30 de junho    | —                 | Felipe Barrichello Bartz | Erick Schotten           | W2 ProGP         |
| 4      | R1     | Autódromo Internacional Ayrton Senna | 28 de julho    | Vinícius Papareli | Enzo Bedani              | Enzo Bedani              | W2 ProGP         |
| 4      | R2     | Autódromo Internacional Ayrton Senna | 28 de julho    | Arthur Gama       | Arthur Gama              | Arthur Gama              | Artcon Racing    |
| 4      | R3     | Autódromo Internacional Ayrton Senna | 28 de julho    | —                 | Enzo Bedani              | Enzo Bedani              | W2 ProGP         |
| 5      | R1     | Velopark                             | 8 de setembro  | Enzo Bedani       | Mathias de Valle         | Arthur Gama              | Artcon Racing    |
| 5      | R2     | Velopark                             | 8 de setembro  | Arthur Gama       | Enzo Bedani              | Arthur Gama              | Artcon Racing    |
| 5      | R3     | Velopark                             | 8 de setembro  | —                 | Arthur Gama              | Erick Schotten           | W2 ProGP         |
| 6      | R1     | Autódromo José Carlos Pace           | 15 de dezembro | Arthur Gama       | Felipe Barrichello Bartz | Arthur Gama              | Artcon Racing    |
| 6      | R2     | Autódromo José Carlos Pace           | 15 de dezembro | Arthur Gama       | Guto Rotta               | Felipe Barrichello Bartz | W2 ProGP         |
| 6      | R3     | Autódromo José Carlos Pace           | 15 de dezembro | —                 | Arthur Gama              | Arthur Gama              | Artcon Racing    |

## Classificação do campeonato

### Sistema de pontos
São distribuídos pontos ao(s) piloto(s) que completaram ao menos 75% da distância da corrida e que estavam na pista no momento da conclusão da corrida. Antes da última rodada, os quatro piores resultados são descartados. As corridas em que um piloto foi desclassificado não podem ser descartadas. A terceira corrida de cada evento é realizada com a inversão do grid dos oito primeiros colocados.
| Formato de pontos | Posição | Posição | Posição | Posição | Posição | Posição | Posição | Posição | Posição | Posição | Posição | Posição | Posição | Posição | Posição | Posição | Posição | Posição | Posição | Posição |
| Formato de pontos | 1º      | 2º      | 3º      | 4º      | 5º      | 6º      | 7º      | 8º      | 9º      | 10º     | 11º     | 12º     | 13º     | 14º     | 15º     | 16º     | 17º     | 18º     | 19º     | 20º     |
| ----------------- | ------- | ------- | ------- | ------- | ------- | ------- | ------- | ------- | ------- | ------- | ------- | ------- | ------- | ------- | ------- | ------- | ------- | ------- | ------- | ------- |
| Corrida 1 e 2     | 30      | 26      | 22      | 19      | 17      | 15      | 14      | 13      | 12      | 11      | 10      | 9       | 8       | 7       | 6       | 5       | 4       | 3       | 2       | 1       |
| Corrida 3         | 24      | 20      | 18      | 17      | 16      | 15      | 14      | 13      | 12      | 11      | 10      | 9       | 8       | 7       | 6       | 5       | 4       | 3       | 2       | 1       |

### Campeonato de Pilotos
| Pos | Piloto                   | INT1 | INT1 | INT1 | CAS | CAS | CAS | MOG | MOG | MOG | GOI | GOI | GOI | VEL | VEL | VEL | INT2 | INT2 | INT2 | Pts |
| Pos | Piloto                   | RC1  | RC2  | RC3  | RC1 | RC2 | RC3 | RC1 | RC2 | RC3 | RC1 | RC2 | RC3 | RC1 | RC2 | RC3 | RC1  | RC2  | RC3  | Pts |
| --- | ------------------------ | ---- | ---- | ---- | --- | --- | --- | --- | --- | --- | --- | --- | --- | --- | --- | --- | ---- | ---- | ---- | --- |
| 1   | Arthur Gama              | 1    | 1    | 3    | 2   | 1   | 2   | 1   | 3   | Ret | 5   | 1   | 4   | 1   | 1   | 2   | 1    | 2    | 1    | 415 |
| 2   | Enzo Bedani              | 2    | 4    | 7    | 1   | 2   | 4   | 2   | 1   | 10  | 1   | 7   | 1   | 7   | 2   | 3   | 6    | 8    | 2    | 354 |
| 3   | Gustavo Frigotto         | 5    | 3    | 4    | 3   | 4   | 11  | 3   | 9   | 2   | 3   | 6   | 2   | 4   | 8   | 8   | 5    | 9    | 5    | 295 |
| 4   | Felipe Barrichello Bartz | 3    | 2    | 1    | Ret | 14  | Ret | 5   | 5   | 3   | 6   | 5   | Ret | 9   | 3   | 5   | 2    | 1    | 10   | 285 |
| 5   | Guto Rotta               | 4    | 10   | 5    | Ret | 5   | 6   | 7   | 4   | 6   | 14  | 4   | 9   | 5   | 6   | 4   | 3    | 4    | 3    | 270 |
| 6   | Alfredinho Ibiapina      | 6    | 6    | 8    | 5   | 7   | 1   | 9   | 7   | 9   | 10  | Ret | 10  | 13  | 5   | 6   | 8    | 3    | 6    | 244 |
| 7   | Erick Schotten           | 7    | 5    | 9    | 7   | 8   | Ret | 8   | 12  | 1   | 9   | 8   | 6   | 6   | 7   | 1   | 12   | 12   | NL   | 226 |
| 8   | Vinicius Papareli        | Ret  | 7    | 10   | 9   | 3   | DNS | Ret | 2   | 11  | 2   | 2   | 3   | 3   | DSQ | DSQ | Ret  | Ret  | Ret  | 206 |
| 9   | Mathias de Valle         | 11   | 8    | 2    | 8   | 13  | 7   | 4   | 6   | 12  | 4   | 3   | 5   | 12  | 4   | Ret | 14   | NL   | NL   | 205 |
| 10  | Bruna Tomaselli          | Ret  | 9    | 6    | 4   | 6   | 3   | 6   | 8   | 4   | 7   | 9   | 8   | 8   | 9   | 7   |      |      |      | 204 |
| 11  | Hugo Cibien              |      |      |      | 6   | 9   | 9   | 10  | 10  | 7   | 12  | 10  | 11  | 11  | 10  | 9   | 9    | Ret  | 7    | 181 |
| 12  | Kaka Magno               | 10   | 11   | 11   | 10  | 15  | 8   | 13  | 13  | 13  | 13  | 11  | 7   | 10  | 11  | 10  | 13   | Ret  | NL   | 149 |
| 13  | Akyu Myasava             | 8    | Ret  | NL   | Ret | 12  | Ret | 12  | 11  | 8   | 11  | 12  | Ret | Ret | 12  | 11  | 11   | 5    | 9    | 140 |
| 14  | Leo Reis                 |      |      |      |     |     |     |     |     |     |     |     |     |     |     |     | 6    | 8    | NL   | 28  |
| Pos | Piloto                   | INT1 | INT1 | INT1 | CAS | CAS | CAS | MOG | MOG | MOG | GOI | GOI | GOI | VEL | VEL | VEL | INT2 | INT2 | INT2 | Pts |

| Cor      | Resultado            |
| -------- | -------------------- |
| Ouro     | Vencedor             |
| Prata    | 2º lugar             |
| Bronze   | 3º lugar             |
| Verde    | Terminou, nos pontos |
| Azul     | Terminou, sem pontos |
| Púrpura  | Retirou-se (Ret)     |
| Vermelho | Não qualificado (NQ) |
| Preto    | Desqualificado (DSQ) |
| Branco   | Não largou (NL)      |
| Sem cor  | Não participou (NP)  |
| Sem cor  | Lesionado (Les)      |
| Sem cor  | Excluído (EX)        |

## Links externos
- Sítio oficial (em português)